# Livin' on a Prayer
〈Livin' on a Prayer〉는 미국의 록 밴드 본 조비의 노래로, 세 번째 음반 《Slippery When Wet》의 두 번째 차트 1위 싱글이다. 존 본 조비가 쓴 이 싱글은 1986년 말 발매된 리치 샘보라와 데스몬드 차일드가 록 라디오와 팝 라디오 모두에서 호평을 받았고 MTV에서 뮤직 비디오가 크게 로테이션하면서 이 밴드는 《빌보드》 메인스트림 록 트랙 차트에서 첫 1위를 차지했고 빌보드 핫 100에서 두 번째 연속 1위를 기록했다.
〈Livin' on a Prayer〉는 이 밴드의 대표곡으로, 팬들이 뽑은 순위에서 1위를 차지했으며, 발매 후 수십 년 만에 전 세계에서 재차트되었다. 오리지널 45RPM 싱글 발매는 미국에서 800,000장이 팔렸고, 2013년에는 300만 건 이상의 디지털 다운로드에 대해 트리플 플래티넘 인증을 받았다. 공식 뮤직 비디오는 2021년 3월, 현재 유튜브 조회수가 7억 7,500만 건을 넘는다.

## 배경
존 본 조비는 《100,000,000 Bon Jovi Fans Can't Be Wrong》의 히든 트랙으로 찾을 수 있는 이 곡의 원곡이 마음에 들지 않았다. 그러나 리드 기타리스트 리치 샘보라는 이 곡이 좋다고 그에게 확신시켰고, 그들은 새로운 베이스라인(휴 맥도널드에 의해 기록되지 않음)과 다른 드럼 필링, 그리고 《Slippery When Wet》에 이 곡을 포함시키기 위한 토크박스를 사용하여 이 곡을 재작업했다. 이 곡은 1987년 1월 31일부터 2월 14일까지 메인스트림 록 트랙 차트에서 2주 동안 1위를 했고, 2월 14일부터 3월 14일까지 빌보드 핫 100에서 4주 동안 1위를 했다. 그것은 또한 영국 싱글 차트에서 4위를 기록했다.

## 상업적 성공
2006년 온라인 투표자들은 〈Livin' on a Prayer〉를 VH1의 80년대 100대 노래 목록에서 1위로 평가했다. 좀 더 최근에는 뉴질랜드에서도 C4 음악 채널에서 〈Livin' on a Prayer〉가 80년대 아이콘 1위에 올랐다. 이 곡은 또한 "싱어롱 클래식 리스트"에서 1위를 차지하기도 했다. 본 조비가 2008년 1월 28일 Lost Highway Tour를 진행하던 중 뉴질랜드에서 공연을 한 후, 이 곡은 최초 발매 후 20년 만에 뉴질랜드 RIANZ 공식 싱글 차트 24위로 다시 진입했다.
2010년 Grammy.com 웹사이트에서 열린 온라인 투표에서 밴드가 제52회 그래미 어워드 TV에서 라이브로 연주할 그룹 〈Always〉와 〈It's My Life〉를 놓고 선정되었다.
빌보드 핫 100 50주년 기념일에서 〈Livin' on a Prayer〉는 역대 록 곡에서 46위에 올랐다. 이 곡이 다운로드용으로 발매된 후, 이 곡은 2014년 11월 현재 미국에서 340만 장이 팔렸다.

## 뮤직 비디오
이 뮤직 비디오는 1986년 9월 17일 캘리포니아주 로스앤젤레스의 그랜드 올림픽 오디토리엄에서 촬영되었으며 웨인 아이셤이 감독을 맡았다. 이 모든 것은 밴드가 홀을 걸어가는 실루엣으로 시작되며, 밴드의 리허설 장면을 흑백으로 촬영한 후 군중 앞에서 컬러로 연주하는 것이 특징이다.
영상 초반에는 전문 스턴트 코디네이터와 스턴트 스턴트 스포터가 부착한 하네스가 있었고, 마지막 코러스에서는 하네스에 부착된 오버헤드 와이어를 통해 관중들 위로 치솟는다.

## 얼터너티브 버전
본 조비는 《MTV 언플러그드》 시리즈의 전신인 어쿠스틱 라이브 버전과 그들의 《Cross Road》 히트 컬렉션의 미국 버전에 등장한 〈Prayer '94〉의 재녹음 버전 등 여러 차례 곡을 직접 수정했다.

## 인증
| 국가                                                                                         | 인증        | 판매량/출하량 |
| -------------------------------------------------------------------------------------------- | ----------- | ------------- |
| 오스트레일리아 (ARIA)                                                                        | 7× 플래티넘 | 490,000       |
| 캐나다 (뮤직 캐나다)                                                                         | 골드        | 50,000^       |
| 이탈리아 (FIMI)                                                                              | 플래티넘    | 50,000        |
| 일본 (RIAJ) Chaka Uta Full                                                                   | 골드        | 100,000*      |
| 일본 (RIAJ) digital                                                                          | 플래티넘    | 250,000*      |
| 영국 (BPI)                                                                                   | 2× 플래티넘 | 1,200,000     |
| 미국 (RIAA)                                                                                  | 3× 플래티넘 | 3,400,000     |
| *판매량을 기반으로 한 인증 · ^출하량을 기반으로 한 인증 · 판매량+스트리밍을 기반으로 한 인증 |             |               |